# Setge de Morella (1232)
La conquesta de Morella fou la primera acció de la Conquesta del Regne de València amb èxit, l'any 1232.

## Antecedents
El 1224 el Jaume el Conqueridor va cridar els nobles d'Aragó i Catalunya per iniciar la conquesta de Balànsiya entrant per Terol, però Sayyid Abu Zayd li va demanar una treva que va acceptar a canvi de la cinquena part de les rendes de Balànsiya i Mursiyya. Durant l'estiu de 1225, el Jaume I intentà apoderar-se del castell de Peníscola, però els nobles aragonesos li van girar l'esquena i va fracassar.
Sayyid Abu Zayd patí una rebel·lió indígena antialmohade encapçalada per Ibn Hud al-Djudzaní que s'apoderà de Madina Mursiyya el 1228 i va dominar les regions d'Oriola, Dénia, Bairén, Xàtiva i Al-Yazirat Suquar, assetjant Balànsiya sense prendre-la, però l'amenaça del Regne de Castella va fer que Ibn Hud es retirara cap a Madina Mursiyya.
El pacte entre Jaume I i Sayyid Abu Zayd havia fet que molts musulmans s'hagueren passat al bàndol encapçalat per Zayyan ibn Mardanix net d'Abu al-Hajjaj, creient que Sayyid Abu Zayd els havia traït en abandonar l'islam, i aquest va deixar la ciutat de València i per traslladar-se al nord, mentre Zayyan va entrar triomfalment en la ciutat de Balànsiya al gener de 1229, encara que no va arribar a convertir-se en rei. Des de Madina Mursiyya, el rebel antialmohade Ibn Hud al-Djudzaní, havia assetjat la ciutat de València pressionant a Zayyan perquè l'abandonara. Tot aquest desordre en la ciutat de València va fer créixer les ànsies de Jaume I per intentar de nou la conquista del Regne, després d'haver pres Mallorca als musulmans el 1229.

## Desenvolupament tàctic

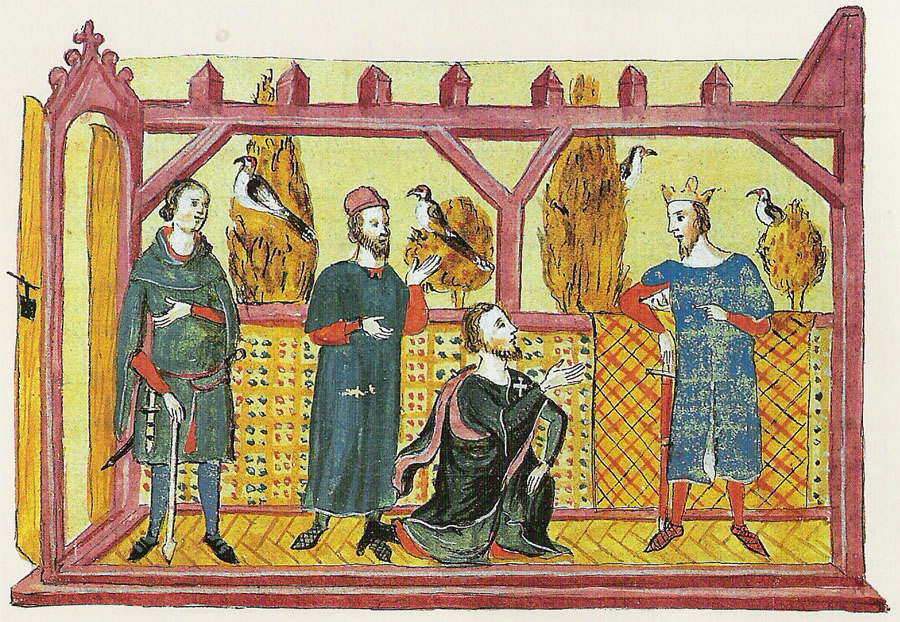
Un servent, Blasco I d'Alagón i Hug de Forcalquier proposant la Conquesta de València al rei Jaume el Conqueridor

L'estiu de 1231, durant una reunió al Castell dels Calatravos d'Alcanyís per preparar la conquesta de l'Emirat de Balànsiya, semblant a la que anys abans preparés Pere Martell per endegar la conquesta de les Balears,
Jaume el Conqueridor, Blasco I d'Alagón i Hug de Forcalquier, Mestre de l'Orde de l'Hospital van rebre la notícia de la conquesta de Menorca, i el rei va escoltar els consells dels cavallers, que recomanaven prendre Borriana i els va demanar estar preparats, i prometent el domini sobre els castells que es conquerissin.
Un cop el rei va marxar d'Alcanyís, Blasco I d'Alagón va explicar a alguns senyors la idea de prendre Morella, car els aragonesos consideraven el reialme valencià com la seva conquesta pròpia, i va reunir un nombre considerable de peons, sortint d'Alcanyís seguint el curs del riu Bergantes.
La intenció inicial de l'expedició era prendre el castell per sorpresa mentre els guardes eren a la vila, però foren descoberts per la guàrdia i els atacants van decidir assetjar el castell, sense atacar-lo, i van destruir els conreus. Els defensors, que es van adonar que les tropes no eren de Jaume I sinó de Blasco I d'Alagón, van pensar que com aquest era amic dels fills d'Abū Zayd i aquests es trobaven a Morella, accediria fàcilment a les seves peticions, que foren donar diners i aliments a canvi de la retirada.
| «                                          | Senyor el Alcaide i el seu consell ens manen per suplicaros que no taleis aquests camps ja que tants danys pateixen els seus interessos sense aprofitaré a vos. Us manifestem l'afecte que us tenen i això ha inclinaros a accedir a la seva demanda, que és defensar en pau i tornaràs a Aragó. Per les despeses que heu tingut us entreguem aquests diners i us portem viandes per menjar vostres cavallers | » |
| — Els fills d'Abū Zayd a Blasco I d'Alagón | |   |

Els fills d'Abū Zayd van complir el seu encàrrec però van parlar després a soles amb Blasco I d'Alagón, que va manifestar el seu desig d'obtenir el castell i els seus territoris propers, però era inexpugnable i l'intent de prendre'l per sorpresa acabava de fracassar. Els prínceps van acordar que Blasco retornés a Alcanyís amb les seves tropes i esperar el dia convingut per apropar-se de nou, de manera ràpida i discreta, esperant a les pinedes tres senyals en forma de foguera. El primer senyal s'encendria quan els habitants s'allitessin. El segon indicaria que Blasco i cinc cavallers armats s'acostessin a la porta ferrissa, que s'obriria amb el tercer foc. Seguint el pla convingut, el 5 de gener entraren i mataren el caïd i la seva família mentre dormien, i a continuació van fer entrar les tropes, que van sorprendre els soldats musulmans que no van poder fer res per defensar la ciutat.

## Conseqüències
Estant Jaume I el Conqueridor a Terol el 1232 per signar un nou pacte amb Sayyid Abu Zayd i caçar amb Pero Ferrández d'Açagra va rebre la notícia que Blasco I d'Alagón assetjava Morella, de vital importància estratègica, i que ho feia amb els seus propis mitjans, en virtut del Conveni de Calataiud.
El rei, tenint por a la possible expansió cap al sud de Blasco I d'Alagón, es va dirigir immediatament al Maestrat per a controlar la situació, prenent la fortalesa d'Ares Jaume amb grup de peons terolans, prenent-la el 8 de gener. Jaume el Conqueridor feu cridar Blasco amb la intenció de demanar-li el lliurament de Morella a la Corona d'Aragó. Blasco va accedir i la vila li fou retornada com a feu vitalici.